# Чесс, Фил
Фил Чесс (англ. Philip "Phil" Chess, при рождении — Фишель (Фишл) Чиж; 27 марта 1921 — 19 октября 2016) — видный деятель американской музыкальной индустрии, сооснователь и соруководитель (со своим старшим братом Леонардом) легендарного лейбла звукозаписи Chess Records.

## Биография
Эмигрировал в США в 1928 году. В 1995 году Леонард и Фил Чессы были включены в Зал славы блюза (как «неисполнители»).
В Зал славы рок-н-ролла был посмертно включён только Леонард. Принимая на церемонии 21 января 1987 года эту почетную награду за отца, сын Леонарда Маршалл напомнил собравшимся об этом упущении. Как он заметил, компания Chess Records была совместным предприятием, и хотя правда, что на переднем плане в компании был Леонард, он не добился бы того, чего добился, без Фила. Иногда он просто, находясь в дороге, знал, что Фил присматривает за бизнесом. Часто, наоборот, Фил занимался делами, требующими разъездов, а Леонард оставался дома.